# En moderne Don Juan
En moderne Don Juan er en dansk stumfilm fra 1915, der er instrueret af Lau Lauritzen Sr. efter manuskript af A.V. Olsen.

## Handling
Denne artikel mangler et handlingsreferat. Hjælp os med at skrive det.

## Medvirkende
- Aage Lorentzen - Herr Beck
- Ellen Kornbeck - Margrete, Becks kone
- Oscar Stribolt - Max Stein, direktør for skilsmissebureau
- Agnes Andersen - Jane, Margretes kammerpige